# Grác
Grác, vlastním jménem Miroslav Pangrác ml. (* 9. ledna 1967 Praha), je český malíř, tvůrce drobných plastik a instalací. Člen Nového sdružení pražských umělců, založeného malířem Jiřím Načeradským.

## Život
Jeho otcem byl Miroslav Pangrác st. (1924–2012), akademický sochař a malíř, čestný občan královského města Rakovníka a Prahy 11, matkou Eleonora Pangrácová, roz. Škvařilová (* 1944). Za sourozence má Gabrielu ( * 1972) a Vítězslava (* 1954, bratr z otcova prvního manželství).
Miroslav vyrůstal v uměleckém prostředí, v mládí navštěvoval malířskou školu Heleny Slavíkové-Hruškové v Praze 5. Vystudoval SOU nábytkářské pro bytové zařízení. Po absolvování vojenské služby realizoval několik společných výstav s otcem. Pro odlišení své a otcovy tvorby užívá pseudonym „Grác“. Přestože jeho díla vznikají v ústraní, je návštěvníkem ateliérů rodinných přátel. Získává zkušenosti a je zván k několika kolektivním výstavám.

## Tvorba
Prosazuje vlastní umělecký směr, od krajin a portrétů přechází až k abstraktní malbě. V posledních letech tvoří v žižkovském ateliéru. Mezi používané výtvarné techniky patří jak olejové a akrylové barvy, tak i koláže, tzv. asambláže, zhotovené z vlastních rozřezaných obrazů. Soustředěnou prací vzniklá díla prezentuje převážně na autorských výstavách. Jeho tvorba je zastoupena v soukromých sbírkách jak v Česku, tak i v cizině.